# Cerro Pollone
El cerro Pollone es una montaña glaciarizada del campo de hielo patagónico sur en la Patagonia, ubicada en la frontera entre Chile y Argentina. Se encuentra al oeste del Monte Fitz Roy, al este del cerro Domo Blanco, al nordeste del cerro Piergiorgio y en la parte norte de la cordillera del Chaltén. Se encuentra a una altitud de 2600 m s. n. m.
Del lado chileno se encuentra en el parque nacional Bernardo O'Higgins, estando su lado oriental en el Sitio Natural Cordillera del Chaltén, el cual es integrante del parque.
Anteriormente Chile reclamaba la totalidad del cerro, tras el fallo arbitral de la disputa de la laguna del Desierto de 1994, el límite quedó definido en el cerro, reconociéndose como un hito binacional por ambos países.

## Ascenciones
En 2010 se produce la primera ascensión a la cara este por parte de Jim Toman y de Neil Kauffman.
En octubre de 2015, Marc-André Leclerc intentó ascender el cerro Pollone, pero lo tuvo que abandonar a 30 metros de la cima. 
En septiembre de 2016 el alpinista austríaco Markus Pucher ascendió, en solitario y en pleno invierno de la Patagonia.